# Петър Петров (политик)
Вижте пояснителната страница за други личности с името Петър Петров.
Петър Маринов Петров е български политик от БКП.

## Биография
Роден е на 23 април 1934 г. в търновското село Сашево. През 1958 г. завършва ВИСИ, от 1963 е член на БКП. В Русе е завеждащ служба „Архитектура и благоустройство“ в Градския народен съвет и главен инженер на Строително-монтажния комбинат. От 1963 до 1971 е инструктор в Окръжния комитет на БКП в Русе. Между 1971 – 1974 г. е директор на Строително-монтажния комбинат в Русе, председател на Изпълнителния комитет на Окръжния народен съвет (1974 – 1979), първи секретар на ОК на БКП в Русе (1979 – 1986). През 1986 г. става първи заместник-председател на Стопанския съвет при Министерския съвет. От 1987 до 1989 г. е първи секретар на Окръжния комитет на БКП в Разград. В периода 1981 – 1990 г. е член на ЦК на БКП. От 1989 до 1990 г. е министър на строителството, архитектурата и благоустройството.